# Statschef
Statschef eller statsöverhuvud är den högsta företrädaren för en suverän stat. I en republik har statschefen vanligen titeln president eller ordförande, medan den i en monarki oftast kallas kung (maskulinum) eller drottning (femininum). Andra förekommande monarkiska titlar är kejsare, furste, storhertig, emir och sultan, historiskt även tsar och shah. 
Funktionen som statschef behöver dock inte med nödvändighet vara ett ämbete som består av endast en person, utan kan utövas kollektivt, exempelvis Schweiz förbundsråd.

## Beskrivning
En statschefs maktbefogenheter varierar från stat till stat och kan vara alltifrån en maktlös nationalsymbol till en autokratisk diktator. De flesta moderna demokratier har ofta en skriven grundlag som begränsar statschefen och andra offentliga organs befogenheter. Ofta kan statschefens relativa ställning mätas utifrån förhållandet till landets lagstiftande församling (jämför parlamentarism, semipresidentialism och presidentialism) samt om det rör sig om en enhetsstat eller en förbundsstat.
En uppgift som enligt folkrättslig sedvänja alltid ankommer på statschefer är att ackreditera främmande staters ambassadörer och sändebud liksom att utfärda kreditivbrev för den egna statens ambassadörer. En statschef företar statsbesök till andra länder på inbjudan av värdlandets statschef samt bjuder in och agerar värd för inkommande statsbesök i sitt land. Statschefen brukar i regel också tillsätta och entlediga regeringschefen, andra ministrar, domare, samt högre civila och militära ämbetsmän. Andra vanligt förekommande ämbetsuppgifter är också att ingå och ratificera fördrag med främmande stater och mellanstatliga organisationer samt att promulgera lag. Statschefen är normalt också stormästare för statens ordnar, om sådana finns, liksom högste befälhavare för landets militär.
Statschefen kan samtidigt också vara regeringschef, men det är vanligare att de båda rollerna är åtskilda.

## Statschefsämbeten i olika länder efter världsdel

### Europa

#### Sverige
Konungariket Sverige är en konstitutionell monarki, och enligt 1974 års regeringsform är den konung eller drottning som enligt successionsordningen innehar tronen tillika Sveriges statschef. Den svenske statschefen saknar enligt ovannämnda regeringsform i all väsenlighet offentliga maktbefogenheter. De befogenheter som tillkom Konungen enligt 1809 års regeringsform – till exempel regeringsbildning, promulgation av lag samt posten som Krigsmaktens högste befälhavare – har efter den 1 januari 1975 förts över till antingen regeringen (kollektivt), talmannen eller statsministern. Innan statsministerämbetet infördes 1876 var konungen även att beteckna som regeringschef.

### Nordamerika

#### Mexiko
Presidenten är både landets stats- och regeringschef.

#### Kanada
Kanada är ett samväldesrike, dess monark är därför alltid samma person också som är Storbritanniens monark, även om ämbetsrollerna är i formell mening åtskilda. Vederbörande är bosatt i Storbritannien och nästan samtliga förpliktelser i Kanada fullgörs på federal nivå av Kanadas generalguvernör, som utnämns på förslag av Kanadas premiärminister. 
I Kanadas provinsstyren representeras monarken av viceguvernören för respektive provins, som utnämns av generalguvernören på förslag av Kanadas premiärminister.

#### USA
Presidenten är både landets stats- och regeringschef.

### Oceanien

#### Australien
Australien är ett samväldesrike, dess monark är därför alltid samma person som är Storbritanniens monark. Denne är bosatt i Storbritannien och representeras i Australien på federal nivå av Australiens generalguvernör, som utnämns av monarken på förslag av landets premiärminister. 
I de australiska delstaternas styren representeras monarken av respektive delstats guvernör.

#### Nya Zeeland
Nya Zeeland är ett samväldesrike, dess monark är därför alltid samma person som är Storbritanniens monark. Denne är bosatt i Storbritannien och representeras i landet av generalguvernören, som utnämns av drottningen på förslag av landets premiärminister.

### Notförteckning
1. ↑  ”statschef - Uppslagsverk - NE.se”. www.ne.se. https://www.ne.se/uppslagsverk/encyklopedi/l%C3%A5ng/statschef. Läst 20 april 2021.
2. ↑  Foakes, Joanna (2014). The Position of Heads of State and Senior Officials in International Law. Oxford International Law Library. Oxford: Oxford University Press. sid. 110. ISBN 978-0-19-964028-7. https://books.google.com/books?id=MXm9AgAAQBAJ&pg=PA110